# Klart utrotningshotade språk
Klart utrotningshotade språk (engelska: definitely endangered) är de språk som riskerar att dö ut. Det är en underkategori till utrotningshotade språk.
Definitionen för statusen klart utrotningshotade språk är att "Språket lärs inte längre som modersmål av barn i hemmet. De yngsta talarna är alltså av föräldragenerationen. I detta skede kan föräldrar fortfarande prata sitt språk till sina barn, men deras barn svarar vanligtvis inte på språket". Till de klart utrotningshotade  språken hör till exempel romani med 3 500 000 talare och Oyrat med 280 000 talare.
År 2009 var Indien det land i världen med flest klart utrotningshotade språk, dessa uppgick till 62 stycken. Näst flest hade Kina med 49 språk i samma kategori.